# Безлюда
Безлюда — українське козацьке прізвище.

## Відомі носії
- Йосип Іванович Безлюда — отаман Бориспільської сотні (1737).
- Степан Самойлович Безлюда — вояк (за іншими даними поручник) Армії УНР, інженер[1].